# Bernard Prince
Bernard Prince (traducido en ocasiones al español como Daniel Ross) es una serie de historietas franco-belga, que presenta las aventuras del personaje homónimo y del resto de sus compañeros a través de los mares. Fue creada por los historietistas belgas Greg y Hermann para la revista de cómic Tintin el 4 de enero de 1966.

## Argumento
El heroico Prince, originalmente un agente de la Interpol, se convierte en un aventurero que recorre el mundo en un velero, El Cormorán, acompañado del pícaro Barney Jordan y el inteligente huérfano Djinn,.

## Trayectoria editorial
Bernard Prince fue el segundo proyecto conjunto que presentaron Greg y Hermann a una revista (el anterior, para "Pilote", había sido rechazado por Goscinny debido a la bisoñez del dibujante). Para su creación Greg recuperó los dos protagonistas de su antigua serie policíaca Bob Francval et Djinn (1958) dibujada por Louis Hache, pero pronto orientó Bernard Prince hacía la aventura marítima para evitar la competencia con Ric Hochet. La extensión de las historietas aumentó progresivamente hasta alcanzar con la décima, Tonnerre sur Coronado (1967) las 44 páginas típicas de los álbumes. Se publicarían los siguientes:
| Título                                                            | En Tintín | Guionista/Dibujante | 1ª publicación en álbum, Bélgica | Publicación en España                                                |
| ----------------------------------------------------------------- | --------- | ------------------- | -------------------------------- | -------------------------------------------------------------------- |
| Le général Satan (El general Satán)                               |           | Greg/Hermann        | T1, Lombard/Dargaud, 1969        | Ediciones Junior, 1992 Integral 1. Ponent Mon, 2014                  |
| Tonnerre sur Coronado (Tormenta en Coronado)                      |           | Greg/Hermann        | T2, Lombard/Dargaud, 1969        | Ediciones Junior, 1993 Integral 1. Ponent Mon, 2014                  |
| La frontière de l’enfer (La frontera del infierno)                |           | Greg/Hermann        | T3, Lombard/Dargaud, 1970        | Ediciones Junior, 1992 Integral 1. Ponent Mon, 2014                  |
| Aventure à Manhattan (Un día agitado)                             |           | Greg/Hermann        | T4, Lombard/Dargaud, 1971        | "Mortadelo especial" #156, 1983. Integral 1. Ponent Mon, 2014        |
| Oasis en flammes (Oasis en llamas)                                |           | Greg/Hermann        | T5, Lombard/Dargaud, 1972        | "Mortadelo especial" #15, 1977. Integral 1. Ponent Mon, 2014         |
| La loi de l’ouragan (La ley del huracán)                          |           | Greg/Hermann        | T6, Lombard/Dargaud, 1973        | "Mortadelo gigante" #12/13, 30/09/1976. Integral 2. Ponent Mon, 2015 |
| La Fournaise des damnés (La isla en llamas)                       |           | Greg/Hermann        | T7, Lombard/Dargaud, 1974        | "Mortadelo gigante" vacaciones, 1975. Integral 2. Ponent Mon, 2015   |
| La flamme verte du conquistador (La llama verde del conquistador) |           | Greg/Hermann        | T8, Lombard/Dargaud, 1974        | Ediciones Junior, 1992 Integral 2. Ponent Mon, 2015                  |
| Guérilla pour un fantôme (Una aventura gafe)                      |           | Greg/Hermann        | T9, Lombard/Dargaud, 1975        | "Mortadelo especial" #54, 1979. Integral 2. Ponent Mon, 2015         |
| Le souffle de Moloch (El soplido del Moloch)                      |           | Greg/Hermann        | T10, Lombard/Dargaud, 1976       | Ediciones Junior, 1992 Integral 2. Ponent Mon, 2015                  |
| La forteresse des brumes (La fortaleza de las tinieblas)          |           | Greg/Hermann        | T11, Lombard/Dargaud, 1977       | Ediciones Junior, 1992 Integral 3. Ponent Mon, 2016                  |
| Objectif Cormoran (Objetivo ¡Cormorán!)                           |           | Greg/Hermann        | T12, Lombard/Dargaud, 1978       | "Mortadelo especial" #55, 1979. Integral 3. Ponent Mon, 2016         |
| Le Port des fous (El puerto de los locos)                         |           | Greg/Hermann        | T13, Lombard/Dargaud, 1978       | Integral 3. Ponent Mon, 2016                                         |
| D'hier et d'aujourd'hui (De ayer y hoy)                           |           | Greg/Hermann        | T14, Lombard/Dargaud, 1980       | "Mortadelo especial" #28, 1977. Integral 3. Ponent Mon, 2016         |
| Le Piège aux 100.000 dards (La trampa de los 100.000 dardos)      |           | Greg/Dany           | T15, Lombard/Dargaud, 1980)      | Integral 4. Ponent Mon, 2017                                         |
| Orage sur le Cormoran (Tormenta sobre el Cormorán)                |           | Greg/Dany           | T16, Lombard/Dargaud, 1989       | Integral 4. Ponent Mon, 2017                                         |
| La Dynamitera                                                     |           | Greg/Aidans/Édouard | T17, Lombard/Dargaud, 1992       |                                                                      |
| Le Poison vert (El veneno verde)                                  |           | Greg/Aidans/Édouard | T18, Lombard/Dargaud, 1999       | Integral 4. Ponent Mon, 2017                                         |
| Menace sur le fleuve (Amenaza en el río)                          |           | Yves H./Hermann     | T19, Lombard/Dargaud, 2010       | Integral 4. Ponent Mon, 2017                                         |